# Canton de Tulle
Le canton de Tulle est une circonscription électorale française du département de la Corrèze créée par le décret du 24 février 2014 et entrée en vigueur lors des élections départementales de 2015.

## Histoire
Un nouveau découpage territorial de la Corrèze entre en vigueur en mars 2015, défini par le décret du 24 février 2014, en application des lois du 17 mai 2013 (loi organique 2013-402 et loi 2013-403). Les conseillers départementaux sont, à compter de ces élections, élus au scrutin majoritaire binominal mixte. Les électeurs de chaque canton élisent au Conseil départemental, nouvelle appellation du Conseil général, deux membres de sexe différent, qui se présentent en binôme de candidats. Les conseillers départementaux sont élus pour 6 ans au scrutin binominal majoritaire à deux tours, l'accès au second tour nécessitant 12,5 % des inscrits au 1er tour. En outre la totalité des conseillers départementaux est renouvelée. Ce nouveau mode de scrutin nécessite un redécoupage des cantons dont le nombre est divisé par deux avec arrondi à l'unité impaire supérieure si ce nombre n'est pas entier impair, assorti de conditions de seuils minimaux. Dans la Corrèze, le nombre de cantons passe ainsi de 37 à 19. Le nouveau canton de Tulle est formé de la commune de Tulle dans son ensemble.

## Représentation
| Période élective | Période élective | Mandat | Mandat   | Identité       | Nuance | Nuance | Qualité |
| ---------------- | ---------------- | ------ | -------- | -------------- | ------ | ------ | --- |
| 2015             | 2021             | 2015   | 2021     | Bernard Combes |        | PS     | Enseignant, attaché parlementaire, conseiller du Président François Hollande Maire de Tulle depuis 2008, conseiller général du canton de La Roche-Canillac (2011-2015) |
| 2015             | 2021             | 2015   | 2021     | Annick Taysse  |        | PS     | Inspectrice de l'Éducation nationale, Tulle |
| 2021             | 2028             | 2021   | en cours | Bernard Combes |        | DVG    | Conseiller sortant |
| 2021             | 2028             | 2021   | en cours | Annick Taysse  |        | DVG    | Conseillère sortante |

### Résultats détaillés

#### Élections de mars 2015
À l'issue du 1er tour des élections départementales de 2015, deux binômes sont en ballottage : Bernard Combes et Annick Taysse (PS, 49,85 %) et Raphaël Chaumeil et Nathalie Thyssier (UMP, 26,16 %). Le taux de participation est de 55,98 % (5 396 votants sur 9 639 inscrits) contre 59,60 % au niveau départemental et 50,17 % au niveau national.
Au second tour, Bernard Combes et Annick Taysse (PS) sont élus avec 64,22 % des suffrages exprimés et un taux de participation de 56,80 % (3 208 voix pour 5 476 votants et 9 640 inscrits).

#### Élections de juin 2021
Le premier tour des élections départementales de 2021 est marqué par un très faible taux de participation (33,26 % au niveau national). Dans le canton de Tulle, ce taux de participation est de 36,32 % (3 289 votants sur 9 055 inscrits) contre 42,13 % au niveau départemental. À l'issue de ce premier tour, deux binômes sont en ballottage : Bernard Combes et Annick Taysse (PS, 48,03 %) et Micheline Geneix et Jean-François Roche (DVD, 25,55 %).
Le second tour des élections est marqué une nouvelle fois par une abstention massive équivalente au premier tour. Les taux de participation sont de 34,3 % au niveau national, 43,69 % dans le département et 37,27 % dans le canton de Tulle. Bernard Combes et Annick Taysse (PS) sont élus avec 62,8 % des suffrages exprimés (1 931 voix pour 3 364 votants et 9 027 inscrits),,.
Annick Taysse et Bernard Combes quittent le PS en septembre 2021.

## Composition
Le nouveau canton de Tulle comprend la seule commune de Tulle.
| Nom                           | Code Insee | Intercommunalité | Superficie (km2) | Population (dernière pop. légale) | Densité (hab./km2) | Modifier                                    |
| ----------------------------- | ---------- | ---------------- | ---------------- | --------------------------------- | ------------------ | ------------------------------------------- |
| Tulle (bureau centralisateur) | 19272      | CA Tulle Agglo   | 24,44            | 13 602 (2022)                     | 557                | modifier les données · modifier les données |
| Canton de Tulle               | 1916       |                  |                  | 13 602 (2022)                     |                    | modifier les données                        |

## Démographie
En 2022, le canton comptait 13 602 habitants, en évolution de −5,89 % par rapport à 2016 (Corrèze : −0,59 %, France hors Mayotte : +2,11 %).
| 2013   | 2018   | 2022   |
| ------ | ------ | ------ |
| 14 323 | 14 705 | 13 602 |

## Historique des élections

### Élection de 2015
| Candidats             | Partis      | Partis      | Premier tour | Premier tour | Second tour | Second tour |
| Candidats             | Partis      | Partis      | Voix         | %            | Voix        | %           |
| --------------------- | ----------- | ----------- | ------------ | ------------ | ----------- | ----------- |
| Bernard Combes*       |             | PS          | 2 540        | 49,85        | 3 208       | 64,22       |
| Annick Taysse         |             | PS          | 2 540        | 49,85        | 3 208       | 64,22       |
| Raphaël Chaumeil      |             | UMP         | 1 333        | 26,16        | 1 787       | 35,78       |
| Nathalie Thyssier     |             | UDI         | 1 333        | 26,16        | 1 787       | 35,78       |
| Marie-Noëlle Chaumeil |             | FN          | 652          | 12,80        |             |             |
| Frédéric Pialeport    |             | FN          | 652          | 12,80        |             |             |
| Roger Laval           |             | PCF         | 570          | 11,19        |             |             |
| Véronique Momenteau   |             | Ensemble    | 570          | 11,19        |             |             |
|                       |             |             |              |              |             |             |
| Inscrits              | Inscrits    | Inscrits    | 9 639        | 100,00       | 9 640       | 100,00      |
| Abstentions           | Abstentions | Abstentions | 4 243        | 44,02        | 4 164       | 43,20       |
| Votants               | Votants     | Votants     | 5 396        | 55,98        | 5 476       | 56,80       |
| Blancs                | Blancs      | Blancs      | 176          | 3,26         | 278         | 5,08        |
| Nuls                  | Nuls        | Nuls        | 125          | 2,32         | 203         | 3,71        |
| Exprimés              | Exprimés    | Exprimés    | 5 095        | 94,42        | 4 995       | 91,22       |
| * conseiller sortant  |             |             |              |              |             |             |